# Іріт Дінур
Іріт Дінур(англ. Irit Dinur; івр. אירית דינור) — ізраїльська вчена-математик. Вона є професором інформатики в Науково-дослідному інституті імені Вейцмана. Її дослідження ґрунтуються на фундаментах інформатики та комбінаторики, й особливо на ймовірнісно-перевірених доказах і твердості апроксимації.

## Біографія
Іріт Дінур захистила докторську дисертацію в 2002 році в школі комп'ютерних наук в Університеті Тель-Авіва під керівництвом Шмуеля Сафри; тема її дисертації — «Про твердість апроксимації мінімальної кришки вершини і найближчого вектора в решітці». Згодом вона вступила до Науково-дослідного інституту ім. Вейцмана після відвідування Інституту перспективних досліджень в Прінстоні, Нью-Джерсі, корпорації NEC і Каліфорнійського університету в Берклі.
У 2006 році Іріт Дінур опублікувала новий доказ теореми про PCP, що було значно простішим, ніж попередні докази того самого результату.

## Нагороди та відзнаки
У 2007 році вона отримала нагороду Меморіалу Майкла Бруно в галузі комп'ютерних наук Ядом Ганадовим. Вона була пленарним доповідачем 2010 року на Міжнародному конгресі математиків. У 2012 році вона виграла премію Ганну та Лайоша Ердеша з математики, яку видав Ізраїльський математичний союз. У 2012–2013 рр. була співробітником в Гарвардському університеті.